# 平野町ぐるみ博物館
平野町ぐるみ博物館（ひらのまちぐるみはくぶつかん）は、大阪府大阪市平野区の平野地区を中心とした地域におけるまちづくり運動の一環として開設された、小さな博物館の集まりである。

## 概要
摂津国住吉郡平野郷町の本郷七町にあたり、戦国時代に環濠都市を形成するに至った平野地区の歴史は、旧くは平安時代にさかのぼる。江戸時代の大坂夏の陣で荒廃した後に復興して以来の町並みをとどめており、住宅や商店もかなり古いものが多い。
そのような平野の歴史や魅力を広く知ってもらうとともに、地域住民が町の魅力を再発見するために、「平野の町づくりを考える会」が中心となり、1993年から町内にある個人の住宅や商店を開放して始まった。 2007年時点で15件の常設館がある。
普段は通常の個人住宅・店舗として使用され、日時を指定して博物館・資料館として開かれるところが多い。日時は場所によりバラバラであり、個別に確認する必要がある。

## 常設館
（2009年度末時点）
- ちっこいだんじり館 （有田）
- かたなの博物館 （御刀研處 真澄庵）
- パズル茶屋 （門前茶屋おもろ庵）
- 平野映像資料館 （染と織・まつや）
- 自転車屋さん博物館 （田川自転車）
- 幽霊博物館 （大念仏寺）
- 新聞屋さん博物館 （小林新聞舗）
- くらしの博物館 （がんこ平野郷屋敷）
- 鎮守の森博物館 （杭全神社）
- 小さな駄菓子屋さん博物館 （全興寺境内）
- 和菓子屋さん博物館 （平野郷菓 梅月堂）

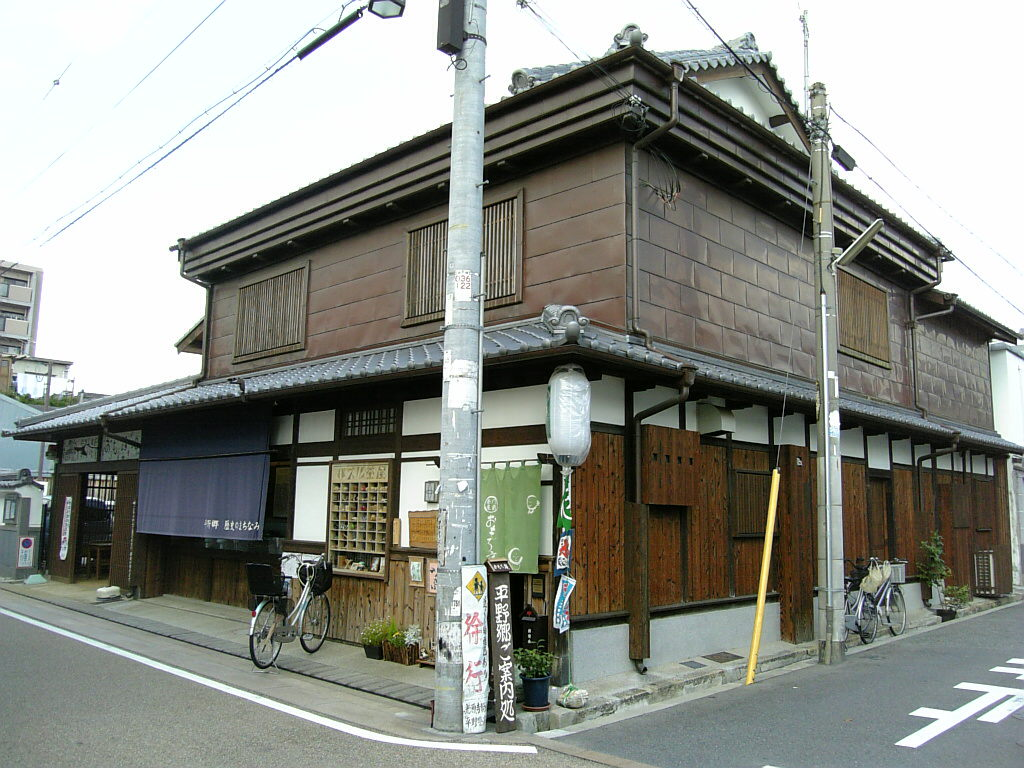
パズル茶屋（門前茶屋おもろ庵）
（全興寺の門前にあり、昔ながらの駄菓子屋が併設されている）

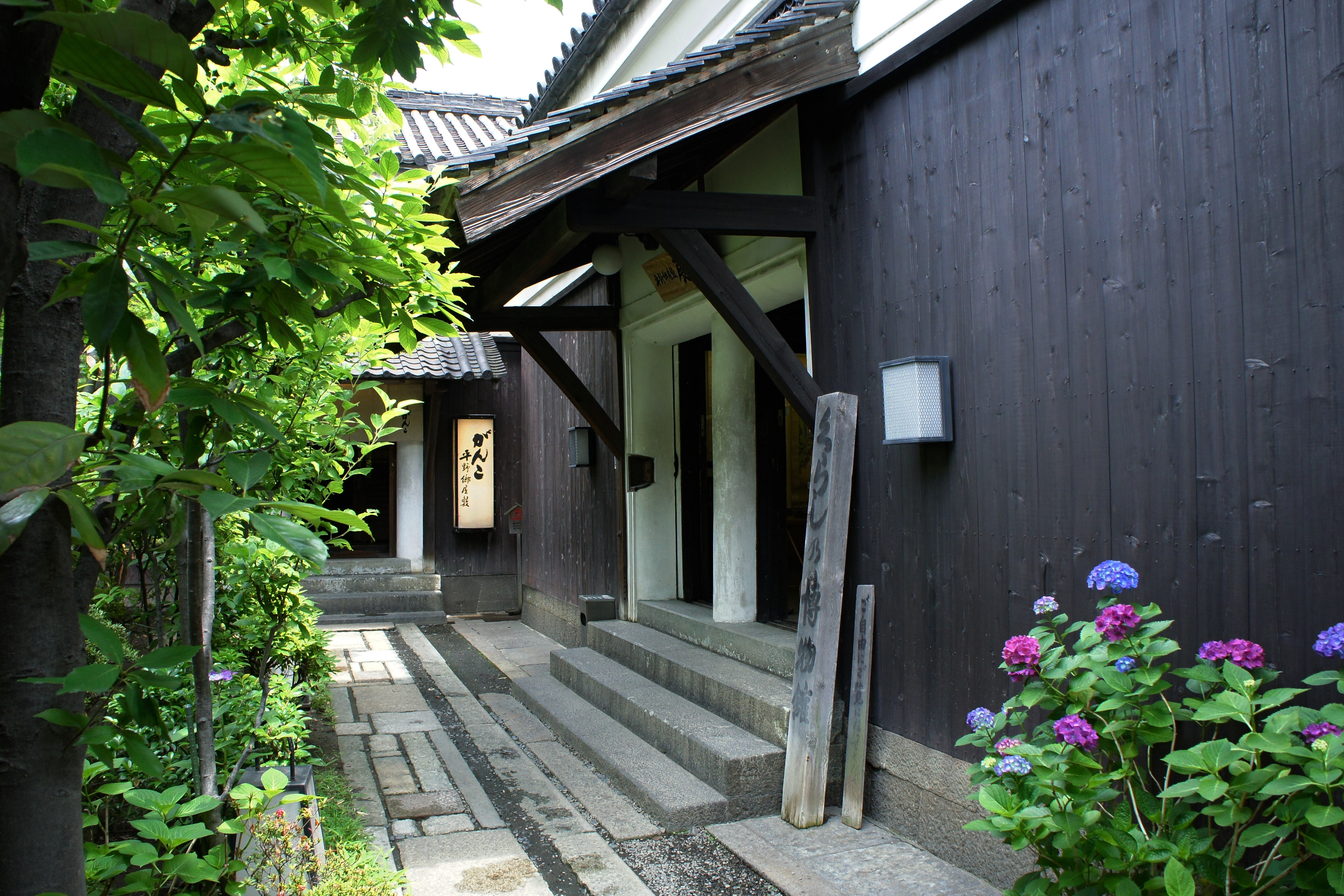
「くらしの博物館」展示館（平野郷屋敷内）

- 平野の音博物館 （全興寺、 染と織・まつや、 大念仏寺、 杭全神社、 京政食堂、 和風喫茶・くろせ）
- ゆうびん局博物館（平野郵便局）
- 珈琲屋さん博物館 （珈琲苑・茶坊主）
- へっついさん博物館 （京政食堂）

## アクセス
- JR大和路線 平野駅または加美駅